# اسکایلر وایت
اسکایلر وایت (انگلیسی: Skyler White) یکی از شخصیت‌های ساختگی در سریال بریکینگ بد بود، که آنا گان نقش او را بازی کرد. او برای نقش اسکایلر وایت، دو جایزهٔ نخستین بار ام امی را برای بازیگر برجسته حمایت در سریال دراماتیک در سال‌های ۲۰۱۳ و ۲۰۱۴ برنده شد. او همچنین جایزه انجمن صنفی‌های فیلم را برای اجرای عالی توسط یک گروه در سریال درام ۲۰۱۴ به دست آورد.